# Уитгифт, Джон
Джон Уитгифт (англ. John Whitgift; около 1530[…], Гримсби — 29 февраля 1604[…], Лондон) — епископ Вустерский (1577—1583), 73-й архиепископ Кентерберийский (1583—1604).

## Биография
Джон Уитгифт был старшим сыном Генри Уитгифта из Грейт Гримсби, (Северо-Восточный Линкольншир) и Энн Дайнвелл, точных сведений о дате его рождения не сохранилось.

### Ранние годы
Джон Уитгифт начал своё образование при монастыре Уеллоу, настоятелем которого являлся его дядя по отцу, аббат Роберт Уитгифт; под его влиянием Джон продолжил обучение в лондонской школе святого Антония. Согласно мнению большинства исследователей, в тот период он впервые проявил неприятие католицизма, отказавшись посещать мессы, и был отослан назад к своей семье. Позднее он поступил в Куинз-колледж Кембриджского университета, но в 1550 году перевёлся в Пембрук-колледж, мастером которого являлся протестантский епископ Николас Ридли; тьютором Уитгифта стал Джон Брэдфорд (впоследствии и Ридли, и Брэдфорд трагически погибли в правление королевы Марии). В 1554 году Уитгифт получил степень бакалавра искусств. В 1555 году он был избран преподавателем колледжа Питерхаус и, несмотря на приверженность протестантизму, сохранял эту должность в течение всего правления королевы Марии, получив степень магистра искусств в 1557 году. В том же году колледж посетил архиепископ Кентерберийский кардинал Реджинальд Поул, ревностно утверждавший в стране католическое вероисповедание, но вице-канцлер Кембриджского университета Эндрю Перн, ранее убедивший Уитгифта не эмигрировать по примеру других протестантов, теперь оградил его от расследования и впоследствии стал близким другом Уитгифта.

### Церковная и университетская карьера
После воцарения королевы Елизаветы и возобновления Реформации Уитгифт в 1560 году был рукоположён в диакона, позднее — в священника, а затем, в том же году — стал одним из капелланов епископа Или Ричарда Кокса и ректором церкви в Тевершеме (Кембриджшир). В 1563 году он получил в Петерхаусе степень бакалавра теологии и стал профессором богословия леди Маргарет. В 1566 году Уитгифт получил должность университетского проповедника, в 1567 году получил степень доктора теологии и должность королевского профессора богословия. В том же году, будучи уже старшим преподавателем колледжа Петерхаус, был избран мастером колледжа Пемброук, но через три месяца оставил должность и стал мастером кембриджского колледжа Святой Троицы. Здесь он получил общенациональную известность, вступив в противоборство с радикально настроенными преподавателями колледжа, в первую очередь с пуританином Томасом Картрайтом. В 1570 году были введены новые университетские статуты, остававшиеся в силе до 1853 года; их авторство приписывается преимущественно Уитгифту. Статуты расширяли полномочия глав университетов и в первую очередь были использованы для удаления пуритан из профессуры, в частности — упомянутого выше Картрайта. В 1572 и 1573 годах были опубликованы ответы Уитгифта соответственно на первое и второе «Порицание парламенту», излагавшие пресвитерианские требования к официальной церкви и государству.
В 1577 году Уитгифт был рукоположён на Вустерскую епископскую кафедру и оставил работу в Кембридже. Вустерская епархия была центром католического противодействия Реформации. Главными проблемами епископа стали такие формы сопротивления, как отказ от посещения англиканских богослужений и участие многих знатных и влиятельных дворян в тайных католических мессах (за организацию последних, в частности, был подвергнут тюремному заключению Джон Эдвардс). В 1581 году Уитгифт стал автором ответа епископов на выступления Уолтера Майлдмэя с обличениями пороков Англиканской церкви.

### Архиепископ Кентерберийский
6 июля 1583 года умер архиепископ Кентерберийский Эдмунд Гриндал, де-факто лишённый полномочий королевой Елизаветой. 23 октября 1583 года освободившуюся кафедру занял Уитгифт. Его возвышение было встречено с озабоченностью пуританами, включая их сторонников в Тайном совете. Уже 29 октября 1583 года по епархиям была разослана программа неотложных действий, подготовленная новым архиепископом при содействии нескольких его сторонников из числа епископов и поддержанная королевой. Она включала пункты об ужесточении преследования католиков (в том числе за отказ посещать англиканские богослужения), проверку уровня квалификации приходских священников и более тщательный отбор кандидатов для рукоположения, и в общем получила одобрение протестантской общественности. Разногласия возникли в связи с требованием ко всем священнослужителям дать подписку о согласии с положениями так называемых «трёх статей» (признание церковного верховенства королевской власти, истинности 39 статей англиканского вероисповедания и Книги общих молитв). Последнее требование было совершенно неприемлемо для пуритан и вызвало с их стороны противодействие (за отказ принять названные требования около 200 священнослужителей были отрешены от должностей).
2 февраля 1586 года Уитгифт увеличил своё влияние при дворе, став членом Тайного совета. В июне того же года архиепископ добился распоряжения Звёздной палаты о передаче ему и епископу Лондонскому Джону Эйлмеру контроля над типографиями. Распоряжение наделяло означенных лиц правом определять количество печатных прессов, а также, при участии Stationers Company и Церковной комиссии, контролировать содержание материалов, разрешённых к публикации. В 1586 году, в период угрозы со стороны королевы Марии Стюарт, Уитгифт вошёл в состав парламентской комиссии, призванной обеспечить безопасность королевы Елизаветы. В 1587 году он добился вето королевы на парламентский билль, ограничивавший возможности архиепископа Кентерберийского использовать положение о присяге при вступлении в должность против пуританского духовенства.
В 1588—1589 годах в Англии нелегально распространялись сатирические памфлеты анонимного автора, напечатанные на типографских прессах Роберта Уолдгрейва и направленные против англиканских епископов и лично архиепископа Кентерберийского; эта серия сатир известна под общим названием «трактатов Марпрелата». Уитгифт одобрил план Бэнкрофта об организации литературного ответа на выпад своих противников, но одновременно развернул кампанию репрессий против владельцев подпольных типографий. К осени 1590 года решениями Высокой комиссии и Звёздной палаты многие лидеры пуритан, включая Картрайта, были лишены имущества и духовных званий, а также подвергнуты тюремному заключению, но к 1592 году большинство из них вышли на свободу, хотя и подвергались определённым ограничениям. Тем не менее, видный пуританин Уильям Хэккет был казнён в 1591 году по обвинению в измене. К 1593 году против пресвитериан в полной мере были задействованы Звёздная палата и другие королевские суды (Эксчекерский и Канцлерский), что поставило эту протестантскую фракцию в положение подпольной организации.
В 1600 году при поддержке королевы Уитгифт отстаивал в парламенте независимость церковных судов, в 1601 году он решительно поддержал Елизавету во время мятежа Эссекса, а в 1603 оставался рядом с королевой до самой её смерти и проводил обряд отпевания покойной в Вестминстерском аббатстве.
Уитгифт вошёл в состав совета, провозгласившего короля Шотландии Якова новым монархом, и направил ему письменный отчёт о состоянии Англиканской церкви, а 25 июля 1603 года провёл обряд его коронации. В январе 1604 года архиепископ принял участие в созванной новым королём конференции епископов и пуритан во дворце Хэмптон-корт, хотя руководство епископской делегацией фактически захватил епископ Лондонский Ричард Бэнкрофт.
Спустя месяц после этой конференции архиепископ Уитгифт простудился, а через несколько дней перенёс удар во время обеда в Уайтхолле и умер в Ламбете 29 февраля 1604 года, 27 марта он был похоронен в Кройдоне, в часовне святого Николая внутри местной церкви.